# Соялп, Фуркан
Фуркан Соялп (тур. Furkan Soyalp; 12 июня 1995 года, Анкара, Турция) — турецкий футболист, полузащитник клуба «Газиантеп».

## Клубная карьера
Фуркан Соялп среди прочих клубов занимался футболом также в «Бурсаспоре», где и начиналась его профессиональная карьера футболиста. 19 мая 2013 года он дебютировал в турецкой Суперлиге, выйдя на замену в конце первого тайма гостевого матча против «Генчлербирлиги». 6 мая 2018 года Соялп забил свой первый гол на высшем уровне, открыв счёт в гостевом поединке против «Фенербахче». «Бурсаспор» дважды отдавал его в аренду «Бандырмаспору»: в первой половине 2015 года и во второй половине 2016 года. Летом 2019 года, после вылета «Бурсаспора» из Суперлиги, Соялп перешёл в «Истанбул Башакшехир», но, успев провести за новый клуб лишь один матч в чемпионате, он был отдан в аренду «Газиантепу», впервые вышедшему тогда в элиту турецкого футбола.